# انکر بی انترتینمنت
انکر بی انترتینمنت (انگلیسی: Anchor Bay Entertainment) یک شرکت تولید سرگرمی و ویدیوهای خانگی آمریکایی بود که متعلق به شرکت استارز است و از زیرمجموعه‌های لاینزگیت به‌شمار می‌رود. انکر بی انترتینمنت فیلم‌های بلند، سریال‌های تلویزیونی، شوهای ویژه تلویزیونی و فیلم‌های کوتاه را بر روی دی‌وی‌دی و دیسک بلوری به بازار عرضه و منتشر کرد. در سال ۲۰۰۴، انکر بی موافقت کرد که تولیداتش توسط استودیوهای فاکس قرن بیستم توزیع شود و قرارداد خود را در سال ۲۰۱۱ تمدید کرد. در سال ۲۰۱۷، شرکت سرگرمی لاینزگیت، انکر بی انترتینمنت را در لاینزگیت هوم انترتینمنت ادغام کرد.